# Jereme Richmond
Jereme Richmond (Evanston, 13 marzo 1992) è un ex cestista statunitense.